# Mountain Goat

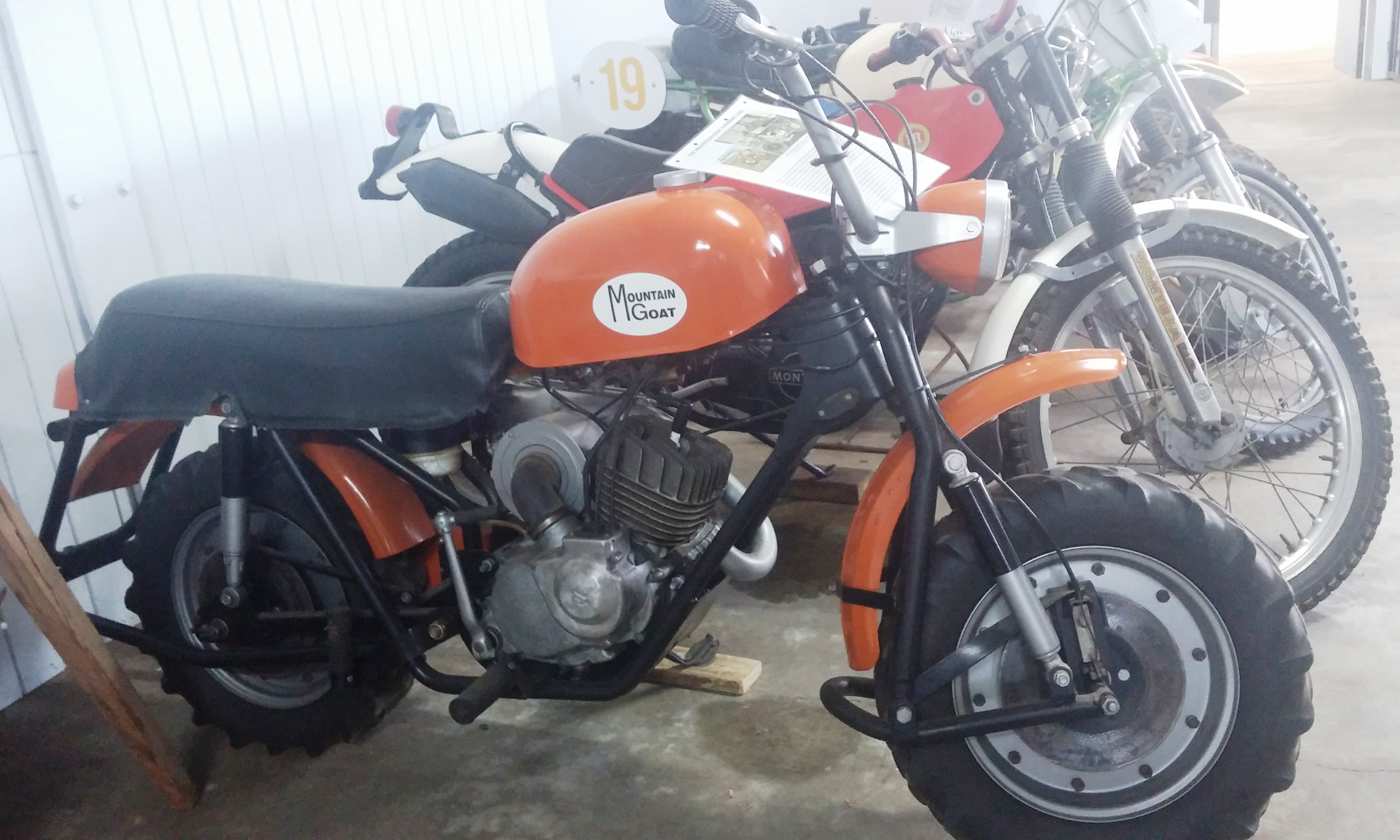
Mountain Goat

Die Mountain Goat war ein Motorrad, das 1963 von Jonny Callender aus New Plymouth, Neuseeland, speziell für den Einsatz in unwegsamem landwirtschaftlichem Gelände gebaut wurde. Es war das erste speziell konstruierte Landwirtschaftsmotorrad der Welt.

## Cyril John (Jonny) Callender
Callender wurde um 1928 geboren und war ein begeisterter Motorradfahrer. Sein erstes Motorrad kaufte er im Alter von 15 Jahren. Drei Jahre später nahm er an Motorradrennen in Oakura teil und gehörte zu den Gründungsmitgliedern des New Plymouth Motor Cycle Club. In dieser Zeit wurde er auch Motorradmechaniker.
1951 begann Callender eine erfolgreiche Karriere als Midget-Fahrer und gewann eine Reihe von Rennen. Er baute sein eigenes Dreiviertel-Zwergauto mit der Nummer 62. Nach einem Unfall im Jahr 1956 beendete Callender seine Midget-Rennen, sponserte aber weiterhin andere Fahrer. Außerdem begann er mit der Herstellung von Gokarts unter dem Markennamen Kalkart. 1957 importierte Callender einen JBS-500-Formel-3-Rennwagen, mit dem er von 1958 bis 1961 am Großen Preis von Neuseeland in Ardmore sowie an den Rennen in Levin und Ohakea teilnahm.
Callender wurde Präsident des North Taranaki Motorcycle Club und bekleidete führende Positionen im New Plymouth Speedway Club und in der Auto Cycle Union. Er leitete Veranstaltungen und arbeitete als Ansager.
Im Jahr 1957 gründete Callender die Motorradwerkstatt Callender Motorcycles. Dies führte zur Herstellung der Mountain Goat, die den Bedürfnissen der Landwirte entsprach. Er produzierte auch Handsteuerungen für Autos und Rollstühle, um Behinderten zu helfen.

## Entwicklung
In den frühen 1960er Jahren erkannte Callender den Bedarf an einem Motorrad speziell für Landwirte. Er entwarf die Mountain Goat, ein kleines, robustes Motorrad, das für die rauen Offroad-Bedingungen auf neuseeländischen Farmen ausgelegt war. Zu dieser Zeit nutzten die Landwirte vor allem Pferde, insbesondere im Hügelland. Diejenigen, die Motorräder benutzten, rüsteten importierte britische Straßenmotorräder für den Einsatz auf ihren Farmen um. Diese Motorräder waren in der Regel schwer, hatten einen hohen Gang und waren im rauen und zerklüfteten Hügelland von Taranaki unpraktisch.
Die Spezifikationen für das Fahrrad, die in Gesprächen mit den örtlichen Landwirten entwickelt wurden, waren die Fähigkeit, im Schritttempo zu fahren, ohne die Kupplung durchrutschen zu lassen, genug Kraft zu haben, um die steilen Hügel zu erklimmen, robust genug zu sein, um den rauen Farmwegen standzuhalten, und leicht genug, um es zu tragen. Die Räder mussten Scheiben sein, da sich Speichenräder in Stöcken und Ästen verfangen konnten, und der Hinterreifen musste genügend Traktion haben, um Schlamm zu bewältigen und Hänge zu bewältigen.
Die Entwicklung des Prototyps dauerte zwei Jahre, und 1963 wurde das Motorrad zum Verkauf angeboten. Es wurde von einem 80-cm³-Suzuki-Motor mit einem Vierganggetriebe angetrieben, wog 70 kg, war unlackiert und hatte einen niedrigen Schwerpunkt. Der niedrige Gang ermöglichte es, im Schritttempo zu fahren, und die Höchstgeschwindigkeit betrug 50 km/h. Der hintere Reifen stammte von einem Grubber. Es wurde auf den Pisten rund um den Mount Taranaki und auf dem Berg selbst getestet, obwohl es den Gipfel nie erreichte. Der Prototyp wurde 1964 von Sir Edmund Hillary und Peter Mulgrew auf ihrer Expedition nach Nepal verwendet, um ein Schulhaus im Himalaya zu bauen. Mulgrew hatte 1961 auf dem Makalu seine Füße durch Erfrierungen verloren, und das Fahrrad sollte es ihm ermöglichen, sich unabhängig zu bewegen und die Maschine zu testen. Da der Kraftstofftank beim Transport beschädigt wurde, konnte er das Motorrad nur begrenzt nutzen. Mulgrew nannte das Fahrrad „Mountain Goat“ (Bergziege). Dadurch entstand der Name.

## Produktion
Die Produktion begann in einem alten Mehlspeicher in der Devon Street in New Plymouth. Ziel war es, 120 Maschinen pro Jahr herzustellen, aber die Nachfrage war höher, nachdem in Zeitschriften und Zeitungen zahlreiche Artikel über das Fahrrad erschienen waren. Einige wurden nach Borneo und auf die Neuen Hebriden verkauft. Bald traten Probleme auf, da die Regierung sich weigerte, eine Einfuhrlizenz für die Motoren und Bremsnaben zu erteilen. Während die Verhandlungen zwischen Callender und der Regierung weitergingen, schickte Callender ein Foto des Motorrads zusammen mit Hillary, Mulgrave und sich selbst an Suzuki in Japan. Suzuki machte aus dem Foto ein Riesenposter für den Stand auf der Tokyo Motor Show, zusammen mit einer Nachbildung des Motorrads. 1966 erteilte die Regierung die Importlizenz, damit genügend Teile für den Bau von 120 Motorrädern pro Jahr zur Verfügung standen. Zu diesem Zeitpunkt hatte Callender bereits beschlossen, das Unternehmen an Motor Components in Waitara zu verkaufen. Motor Components plante den Verkauf von 1.000 Motorrädern pro Jahr, aber zu diesem Zeitpunkt hatte Suzuki bereits mit der Produktion seiner eigenen Spezialmaschine begonnen. Ihnen wiederum folgten die anderen großen japanischen Motorradhersteller. In den 1970er Jahren wurde die Produktion im Waitara-Werk eingestellt. Callender verkaufte sein Geschäft in New Plymouth und zog nach Auckland. Er starb 1978 im Alter von 50 Jahren. Insgesamt verkaufte er etwa 120 Mountain Goats. Im Jahr 2005 befand sich der ursprüngliche Prototyp im Besitz seines Sohnes Laurie.